# Jeorjos Papasideris
Jeorjos Papasideris, gr. Γιώργος Παπασιδέρης (ur. 1875 w Koropi, zm. 1920) – grecki kulomiot, dyskobol i sztangista.

## Kariera
W 1896 na Igrzyskach Olimpijskich w Atenach zajął trzecie miejsce w pchnięciu kulą, osiągając wynik 10,36 m (zwycięzca Robert Garrett pchnął na odległość 11,22 m). Wystartował także w konkursie rzutu dyskiem, gdzie zajął miejsce do 5 do 9 (dokładny wynik Greka nie jest znany). W konkurencji podnoszenia ciężarów oburącz zajął czwarte miejsce dźwigając ciężar o masie 90,0 kg.